# Ommatoptera elegans
Ommatoptera elegans är en insektsart som först beskrevs av Vignon 1923.  Ommatoptera elegans ingår i släktet Ommatoptera och familjen vårtbitare. Inga underarter finns listade i Catalogue of Life.